# Международный день сельских женщин

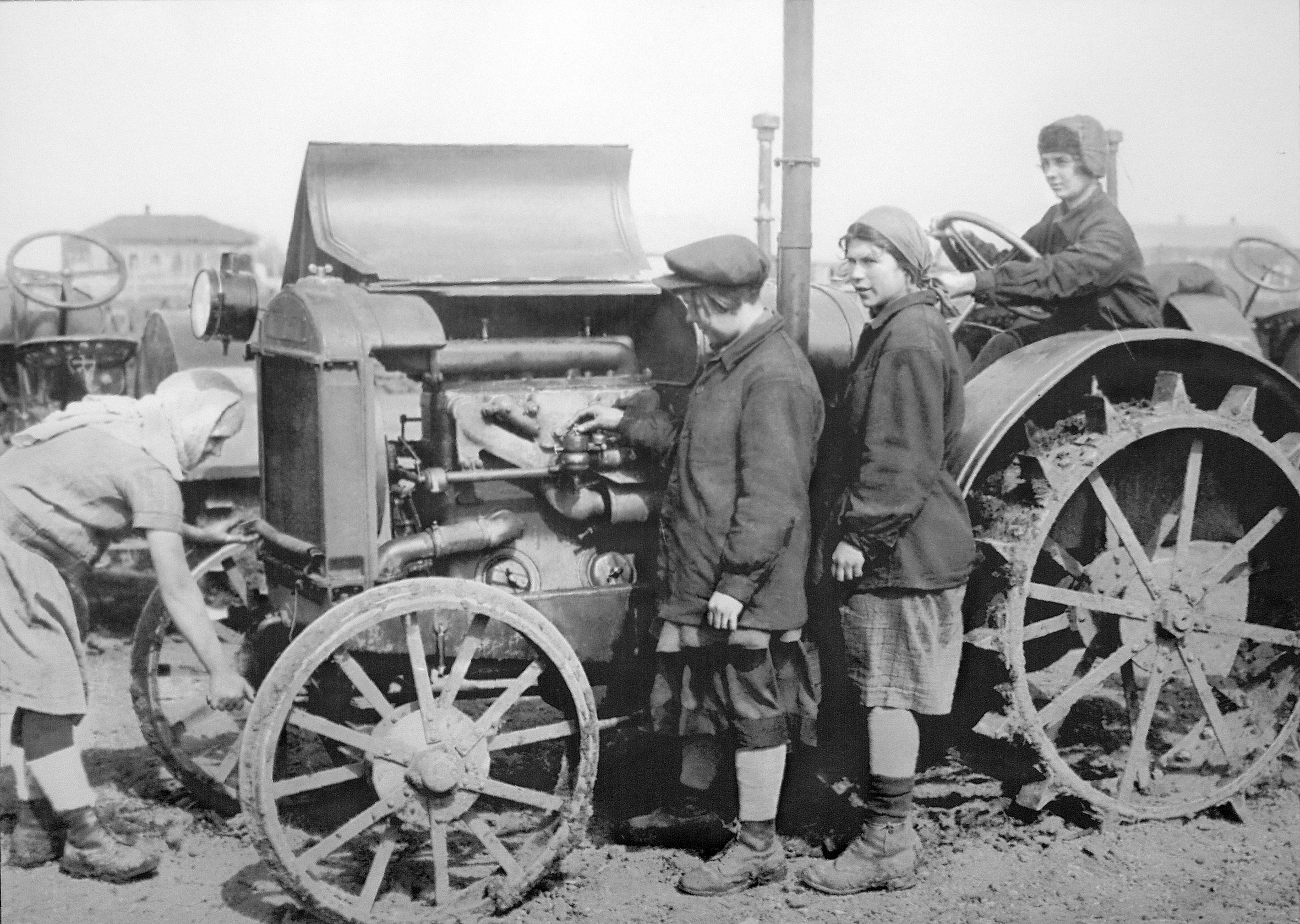
Женщины — трактористки (СССР, 1929 год).

Международный день сельских женщин (на других официальных языках ООН: англ. International Day of Rural Women, араб. اليوم الدولي للمرأة الريفية, ‎исп. Día Internacional de las Mujeres Rurales, кит. 国际农村妇女日, фр. Journée internationale des femmes rurales
) — отмечается 15 октября ежегодно, начиная с 2008 года. Провозглашен Генеральной Ассамблеей ООН в резолюции «Улучшение положения женщин в сельских районах» (Резолюция № A/RES/62/136 от 12 февраля 2008 года).
Решение Генеральной Ассамблеи принято в рамках рассмотрения предыдущих резолюций, непосредственно посвящённых улучшению положения женщин в сельских районах и принимаемых каждые два года, начиная с 2001 года (№ 56/129, 58/146, 60/138).